# ارنست جردن
ارنست جردن (انگلیسی: Ernst Jordan; ۱۸ مهٔ ۱۸۸۳ – ۱۹۴۸ (۶۴−۶۵ سال)) بازیکن فوتبال اهل آلمان بود.
از باشگاه‌هایی که در آن بازی کرده‌است می‌توان به اشاره کرد.
وی همچنین در تیم ملی فوتبال آلمان بازی کرده‌است.